# پینامار
پینامار (به اسپانیایی: Pinamar) یک منطقهٔ مسکونی در آرژانتین است که در بخش پینامار واقع شده‌است. پینامار ۴۵٫۰۰۰ نفر جمعیت دارد و ۱۷ متر بالاتر از سطح دریا واقع شده‌است.

## خواهرخوانده
شهرهای مرتل بیچ، کارولینای جنوبی و عالیه، لبنان خواهرخوانده‌های پینامار هستند.